# Isabelle Allen
Isabelle Lucy Allen (* 16. März 2002 in Salisbury, Wiltshire, England) ist eine britische Schauspielerin.

## Leben
Isabelle Allen ist die Tochter von Elaine und Nigel Allen.
Entdeckt wurde Allen von Jeremy James Taylor, Direktor des British National Youth Music Theatre, der sie bei einer Schulaufführung des Rattenfängers von Hameln sah und sofort von ihrem Talent begeistert war. Ihr Filmdebüt gab sie dann 2012 in der Musical-Verfilmung Les Misérables als die jüngere Version von Amanda Seyfrieds Figur Cosette. Für diese Rolle wurde sie bei den Young Artist Awards 2013 als Beste Nebendarstellerin in einem Spielfilm – zehn Jahre oder jünger ausgezeichnet und erhielt zusammen mit der Film-Besetzung weitere Auszeichnungen und Nominierungen. In der West-End-Produktion von Les Misérables war sie bis März 2013 zu sehen, ebenfalls als junge Cosette. Von Juli bis September 2013 übernahm sie die Rolle der Brigitta Von Trapp in The Sound of Music.

## Filmografie (Auswahl)
- 2012: Les Misérables
- 2015: Die Drachenlady (Guin and the Dragon, Fernsehkurzfilm)
- 2015: Die dunkle Gräfin (Krowawaja ledi Batori)
- 2015–2017: Hetty Feather (Fernsehserie, 24 Folgen)
- 2016: The Contract
- 2016: Let’s Be Evil
- 2017: In Extremis
- 2018: Safe (Fernsehserie, 8 Folgen)
- 2019: Killers Anonymous – Traue niemandem (Killers Anonymous)
- 2019–2020: In the Long Run (Fernsehserie, 4 Folgen)
- 2020: Find me in Paris (3. Staffel)
- 2020: The Intergalactic Adventures of Max Cloud (Max Cloud)
- 2025: Milarepa
- 2025: Lost in London Anthology (Miniserie, 1 Folge)

## Theater
- 2013: Les Misérables als junge Cosette (West End)
- 2013:The Sound of Music als Brigitta von Trapp (West End)

## Auszeichnungen und Nominierungen
- 2012: National Board of Review Award für das Beste Schauspielensemble für Les Misérables
- 2012: Satellite Award für das Beste Schauspielensemble für Les Misérables
- 2012: Washington D.C. Area Film Critics Association Award für das Beste Schauspielensemble für Les Misérables
- 2013: Young Artist Award als Beste Nebendarstellerin in einem Spielfilm – zehn Jahre oder jünger in Les Misérables
- 2012: Nominierung – Phoenix Film Critics Society Award für das Beste Schauspielensemble für Les Misérables
- 2012: Nominierung – Phoenix Film Critics Society Award für Beste darstellerische Leistung eines Jugendlichen, weiblich in Les Misérables
- 2012: Nominierung – San Diego Film Critics Society Award für das Beste Schauspielensemble für Les Misérables
- 2013: Nominierung – Broadcast Film Critics Association Award für das Beste Schauspielensemble für Les Misérables
- 2013: Nominierung – Screen Actors Guild Award für das Beste Schauspielensemble für Les Misérables